# Orgeval (Seine)
Der Orgeval (französisch: Ruisseau d’Orgeval) ist ein kleiner Fluss im Zentrum von Frankreich, der im Département Yvelines der Region Île-de-France nordwestlich von Paris verläuft.

## Geografie

### Verlauf
Der Orgeval entspringt unter dem Namen Ru de Russe einem kleinen See im südwestlichen Gemeindegebiet von Orgeval, entwässert mit einem anfänglichen Bogen über Ost generell Richtung Norden und mündet nach rund 16 Kilometern im Gemeindegebiet von Les Mureaux als linker Nebenfluss in die Seine. Sowohl im Oberlauf (bei Orgeval), als auch im Unterlauf (bei Les Mureaux), wird der Fluss bei der Passage der Stadtgebiete im Untergrund geführt. Auf seinem Weg quert er die Autobahn A13 und die Bahnstrecke Paris–Le Havre.

### Durchquerte Gemeinden
(Reihenfolge in Fließrichtung)
- Orgeval
- Morainvilliers
- Ecquevilly
- Chapet
- Les Mureaux